# Xylaria
Xylaria is een geslacht van schimmels behorend tot de familie Xylariaceae. Het geslacht werd voor het eerst in 1789 beschreven door de botanicus Franz Paula von Schrank. De naam komt van het Griekse woord xylon dat hout betekent. De typesoort is Xylaria hypoxylon.

## Soorten
Volgens Index Fungorum telt dit geslacht 290 soorten (peildatum mei 2023):
| Soortnaam                                   | Auteur(s)                                                     | Publicatiejaar |
| ------------------------------------------- | ------------------------------------------------------------- | -------------- |
| Xylaria aburiensis                          | (Dennis) D. Hawksw.                                           | 1973           |
| Xylaria acerata                             | Bat. & A.F. Vital                                             | 1956           |
| Xylaria acericola                           | H.X. Ma, Lar.N. Vasilyeva & Yu Li                             | 2020           |
| Xylaria acuminatilongissima                 | Y.M. Ju & H.M. Hsieh                                          | 2008           |
| Xylaria aemulans                            | Starbäck                                                      | 1901           |
| Xylaria aethiopica                          | J. Fourn., Y.M. Ju, H.M. Hsieh & U. Lindem.                   | 2018           |
| Xylaria alata                               | F. San Martín & J.D. Rogers                                   | 1989           |
| Xylaria albisquamula                        | F. San Martín, J.D. Rogers & P. Lavín                         | 2001           |
| Xylaria alboareolata                        | Y.M. Ju & J.D. Rogers                                         | 2012           |
| Xylaria albocincta                          | (Rehm) Y.M. Ju, H.M. Hsieh & J.D. Rogers                      | 2012           |
| Xylaria albocinctoides                      | Y.M. Ju, H.M. Hsieh & J.D. Rogers                             | 2012           |
| Xylaria amphithele                          | F. San Martín & J.D. Rogers                                   | 1989           |
| Xylaria angulosa                            | J.D. Rogers, Callan & Samuels                                 | 1987           |
| Xylaria anisopleura                         | (Mont.) Fr.                                                   | 1851           |
| Xylaria annulipes                           | (Mont.) Sacc.                                                 | 1882           |
| Xylaria antiqua                             | Poinar                                                        | 2014           |
| Xylaria apiculata                           | Cooke                                                         | 1879           |
| Xylaria apiospora                           | M. Niranjan & V.V. Sarma                                      | 2021           |
| Xylaria apoda                               | (Berk. & Broome) J.D. Rogers & Y.M. Ju                        | 1998           |
| Xylaria arbuscula                           | Sacc.                                                         | 1878           |
| Xylaria asperata                            | J.D. Rogers, Rossman & Samuels                                | 1988           |
| Xylaria assamensis                          | Lloyd                                                         | 1924           |
| Xylaria atrodivaricata                      | Y.M. Ju & H.M. Hsieh                                          | 2008           |
| Xylaria atroglobosa                         | Hai X. Ma, Lar.N. Vassiljeva & Yu Li                          | 2012           |
| Xylaria atrosphaerica                       | (Cooke & Massee) Callan & J.D. Rogers                         | 1990           |
| Xylaria avellana                            | (Ces.) P.M.D. Martin                                          | 1976           |
| Xylaria axillaris                           | Welw. & Curr.                                                 | 1868           |
| Xylaria ayresii                             | (Berk. ex Cooke) P.M.D. Martin                                | 1976           |
| Xylaria azadirachtae                        | Anahosur                                                      | 1970           |
| Xylaria bambooensis                         | Lloyd                                                         | 1924           |
| Xylaria bambusicola                         | Y.M. Ju & J.D. Rogers                                         | 1999           |
| Xylaria bannaensis                          | Hai X. Ma, Lar.N. Vassiljeva & Yu Li                          | 2013           |
| Xylaria beilschmiediae                      | G. Huang & L. Guo                                             | 2015           |
| Xylaria benjaminii                          | Seifert & W. Gams                                             | 2016           |
| Xylaria berkeleyi                           | Mont.                                                         | 1883           |
| Xylaria betulicola                          | Hai X. Ma, Lar.N. Vassiljeva & Yu Li                          | 2018           |
| Xylaria bicampaniformis                     | Y.M. Ju, H.M. Hsieh & J.D. Rogers                             | 2012           |
| Xylaria bissei                              | Recio                                                         | 1992           |
| Xylaria boergesenii                         | (Ferd. & Winge) P.F. Cannon                                   | 1987           |
| Xylaria brevicephala                        | Lloyd                                                         | 1924           |
| Xylaria brunneovinosa                       | Y.M. Ju & H.M. Hsieh                                          | 2008           |
| Xylaria bulbosa                             | (Pers.) Berk. & Broome                                        | 1860           |
| Xylaria byttneriae                          | G. Huang, L. Guo & Na Liu                                     | 2014           |
| Xylaria candelabrum                         | Bat. & A.F. Vital                                             | 1948           |
| Xylaria cantareirensis                      | (Henn.) J. Fourn. & Lechat                                    | 2018           |
| Xylaria carabayensis                        | (Mont.) Y.M. Ju, H.M. Hsieh & J.D. Rogers                     | 2012           |
| Xylaria carpophila (Beukendopgeweizwam)     | (Pers.) Fr.                                                   | 1849           |
| Xylaria castilloi                           | F. San Martín & J.D. Rogers                                   | 1998           |
| Xylaria castorea                            | Berk.                                                         | 1855           |
| Xylaria chaiyaphumensis                     | Wangsawat, Y.M. Ju, Phosri, Whalley & Suwann.                 | 2021           |
| Xylaria chardoniana                         | (Toro) J.H. Mill.                                             | 1934           |
| Xylaria choui                               | Hai X. Ma, Lar.N. Vassiljeva & Yu Li                          | 2011           |
| Xylaria cinerea                             | J. Fourn. & M. Stadler                                        | 2011           |
| Xylaria citrispora                          | Bertault                                                      | 1984           |
| Xylaria claviceps                           | F. San Martín & J.D. Rogers                                   | 1989           |
| Xylaria clusiae                             | K.F. Rodrigues, J.D. Rogers & Samuels                         | 1990           |
| Xylaria coccophora                          | Mont.                                                         | 1855           |
| Xylaria comosoides                          | Læssøe                                                        | 1999           |
| Xylaria compressa                           | Pat. & Gaillard                                               | 1889           |
| Xylaria compuncta                           | (Jungh.) Berk.                                                | 1854           |
| Xylaria conica                              | Wangsawat, Y.M. Ju, Phosri, Whalley & Suwann.                 | 2021           |
| Xylaria conopeicola                         | J. Fourn. & Lechat                                            | 2018           |
| Xylaria coprinicola                         | Y.M. Ju, H.M. Hsieh & X.S. He                                 | 2011           |
| Xylaria coprophila                          | Wehm.                                                         | 1942           |
| Xylaria cordovensiformis                    | Bat. & A.F. Vital                                             | 1956           |
| Xylaria coremiifera                         | J.D. Rogers & Y.M. Ju                                         | 2004           |
| Xylaria corniformis                         | (Fr.) Fr.                                                     | 1849           |
| Xylaria cornu-damae                         | (Schwein.) Berk.                                              | 1873           |
| Xylaria cranioides                          | (Sacc. & Paol.) Dennis                                        | 1976           |
| Xylaria crinalis                            | Hai X. Ma, Lar.N. Vassiljeva & Yu Li                          | 2018           |
| Xylaria crozonensis                         | P. Leroy & Mornand                                            | 2004           |
| Xylaria cubensis                            | (Mont.) Fr.                                                   | 1851           |
| Xylaria culicicephala                       | A.I. Romero & Hladki                                          | 2010           |
| Xylaria culleniae                           | Berk. & Broome                                                | 1873           |
| Xylaria cupressoides                        | Bertault                                                      | 1984           |
| Xylaria curta                               | Fr.                                                           | 1851           |
| Xylaria dealbata                            | Berk. & M.A. Curtis                                           | 1854           |
| Xylaria dennisii                            | Narula & Rawla                                                | 1985           |
| Xylaria deserticola                         | Speg.                                                         | 1902           |
| Xylaria dichotoma                           | (Mont.) Mont.                                                 | 1856           |
| Xylaria digitata (Werkhoutgeweizwam)        | (L.) Grev.                                                    | 1825           |
| Xylaria diminuta                            | F. San Martín & J.D. Rogers                                   | 1998           |
| Xylaria discolor                            | (Berk. & Broome) Y.M. Ju, H.M. Hsieh, J.D. Rogers & Jaklitsch | 2012           |
| Xylaria doumetii                            | (Pat.) J.H. Mill.                                             | 1942           |
| Xylaria duranii                             | F. San Martín & Vanoye                                        | 2001           |
| Xylaria ellisii                             | J.B. Tanney, Seifert & Y.M. Ju                                | 2020           |
| Xylaria entomelaina                         | J. Fourn. & Lechat                                            | 2018           |
| Xylaria eucalypti                           | Crous                                                         | 2019           |
| Xylaria eugeniae                            | F. San Martín, Vanoye & P. Lavín                              | 1998           |
| Xylaria exalbida                            | Bat. & A.F. Vital                                             | 1956           |
| Xylaria fabacearum                          | R.H. Perera, E.B.G. Jones & K.D. Hyde                         | 2020           |
| Xylaria fabaceicola                         | R.H. Perera, E.B.G. Jones & K.D. Hyde                         | 2020           |
| Xylaria fanjingensis                        | Hai X. Ma, Lar.N. Vassiljeva & Yu Li                          | 2013           |
| Xylaria feejeensis                          | (Berk.) Fr.                                                   | 1851           |
| Xylaria ficicola                            | Hai X. Ma, Lar.N. Vassiljeva & Yu Li                          | 2011           |
| Xylaria filiformis (Draadvormige geweizwam) | (Alb. & Schwein.) Fr.                                         | 1849           |
| Xylaria filiformoidea                       | Hladki & A.I. Romero                                          | 2010           |
| Xylaria finismundoensis                     | Vandegrift                                                    | 2021           |
| Xylaria fioriana                            | Sacc.                                                         | 1910           |
| Xylaria fockei                              | (Miq.) Cooke                                                  | 1884           |
| Xylaria foliicola                           | G. Huang & L. Guo                                             | 2015           |
| Xylaria formosana                           | Y.M. Ju & Tzean                                               | 1985           |
| Xylaria fraseri                             | M.A. Whalley, Y.M. Ju, J.D. Rogers & Whalley                  | 2000           |
| Xylaria friabilis                           | J. Fourn. & Lechat                                            | 2020           |
| Xylaria friesii                             | Læssøe                                                        | 1992           |
| Xylaria frustrulata                         | Bat. & A.F. Vital                                             | 1948           |
| Xylaria fulvescens                          | Wangsawat, Y.M. Ju, Phosri, Whalley & Suwann.                 | 2021           |
| Xylaria furcata                             | Fr.                                                           | 1851           |
| Xylaria fusispora                           | Hai X. Ma, Lar.N. Vassiljeva & Yu Li                          | 2013           |
| Xylaria galandii                            | Bertault                                                      | 1984           |
| Xylaria glebulosa                           | (Ces.) Y.M. Ju & J.D. Rogers                                  | 1999           |
| Xylaria gracillima                          | (Fr.) Fr.                                                     | 1851           |
| Xylaria grammica                            | (Mont.) Mont.                                                 | 1851           |
| Xylaria griseo-olivacea                     | J.D. Rogers & Rossman                                         | 1988           |
| Xylaria griseosepiacea                      | Y.M. Ju & H.M. Hsieh                                          | 2008           |
| Xylaria guaranitica                         | (Speg.) Dennis                                                | 1959           |
| Xylaria guareae                             | Læssøe & Lodge                                                | 1994           |
| Xylaria guazumae                            | F. San Martín & J.D. Rogers                                   | 1989           |
| Xylaria guepinii                            | (Fr.) Ces.                                                    | 1861           |
| Xylaria hainanensis                         | Y.F. Zhu & L. Guo                                             | 2011           |
| Xylaria heliscus                            | (Mont.) J.D. Rogers & Y.M. Ju                                 | 1998           |
| Xylaria hemisphaerica                       | Hai X. Ma, Lar.N. Vassiljeva & Yu Li                          | 2013           |
| Xylaria himalayensis                        | Narula & Rawla                                                | 1985           |
| Xylaria hippotrichoides                     | (Sowerby) Sacc.                                               | 1882           |
| Xylaria hongkongensis                       | A.M.C. Tang, R.Y.C. Lam & M.W.K. Leung                        | 2014           |
| Xylaria hypoxylon (Geweizwam)               | (L.) Grev.                                                    | 1824           |
| Xylaria hypsipoda                           | Massee                                                        | 1899           |
| Xylaria inaequalis                          | Berk. & M.A. Curtis                                           | 1868           |
| Xylaria insolita                            | Y.M. Ju, H.M. Hsieh & J.C. Chou                               | 2020           |
| Xylaria intracolorata                       | (J.D. Rogers, Callan & Samuels) J.D. Rogers & Y.M. Ju         | 1998           |
| Xylaria intraflava                          | Y.M. Ju & H.M. Hsieh                                          | 2008           |
| Xylaria ischnostroma                        | Wangsawat, Y.M. Ju, Phosri, Whalley & Suwann.                 | 2021           |
| Xylaria jaliscoensis                        | F. San Martín, J.D. Rogers & Y.M. Ju                          | 2002           |
| Xylaria jiangsuensis                        | G. Huang & L. Guo                                             | 2015           |
| Xylaria jolyana                             | Bertault                                                      | 1984           |
| Xylaria kamatii                             | A. Pande                                                      | 1974           |
| Xylaria karsticola                          | J. Fourn. & M. Stadler                                        | 2011           |
| Xylaria karyophthora                        | Husbands, Urbina & Aime                                       | 2018           |
| Xylaria kaumanae                            | J.D. Rogers, Hemmes & Y.M. Ju                                 | 2003           |
| Xylaria kegeliana                           | (Lév.) Fr.                                                    | 1851           |
| Xylaria kretzschmarioidea                   | J.D. Rogers & Rossman                                         | 1988           |
| Xylaria laurentii                           | Henn.                                                         | 1907           |
| Xylaria lechatii                            | Y.M. Ju, H.M. Hsieh, J.D. Rogers & J. Fourn.                  | 2012           |
| Xylaria lepidota                            | Y.M. Ju, H.M. Hsieh, Lar.N. Vassiljeva & Akulov               | 2009           |
| Xylaria leptosperma                         | J. Fourn. & Lechat                                            | 2018           |
| Xylaria lichenicola                         | Flakus, Rodr. Flakus & Etayo                                  | 2019           |
| Xylaria liquidambaris                       | J.D. Rogers, Y.M. Ju & F. San Martín                          | 2002           |
| Xylaria longipes (Esdoornhoutknotszwam)     | Nitschke                                                      | 1867           |
| Xylaria longissima                          | Hashemi, Khodap., Zare & Elahinia                             | 2015           |
| Xylaria louisii                             | (Dennis) D. Hawksw.                                           | 1973           |
| Xylaria lutea                               | Beeli                                                         | 1926           |
| Xylaria luteostromata                       | Lloyd                                                         | 1919           |
| Xylaria macrospora                          | (Penz. & Sacc.) P.M.D. Martin                                 | 1976           |
| Xylaria magniannulata                       | F. San Martín & J.D. Rogers                                   | 1989           |
| Xylaria magnoliae                           | J.D. Rogers                                                   | 1979           |
| Xylaria maitlandii                          | (Dennis) D. Hawksw.                                           | 1973           |
| Xylaria mali                                | Fromme                                                        | 1928           |
| Xylaria maraca                              | M.A. Whalley, Y.M. Ju, J.D. Rogers & Whalley                  | 2000           |
| Xylaria margaretae                          | Wangsawat, Y.M. Ju, Phosri, Whalley & Suwann.                 | 2021           |
| Xylaria martinicensis                       | J. Fourn. & Lechat                                            | 2020           |
| Xylaria massula                             | Ces.                                                          | 1879           |
| Xylaria maumeei                             | Lloyd                                                         | 1924           |
| Xylaria melanura                            | (Lév.) Sacc.                                                  | 1886           |
| Xylaria meliacearum                         | Læssøe                                                        | 1994           |
| Xylaria melitensis                          | J. Fourn., Lechat, Mifsud & Sammut                            | 2021           |
| Xylaria mellissii                           | (Berk.) Cooke                                                 | 1883           |
| Xylaria memecyli                            | A. Pande                                                      | 1974           |
| Xylaria mesenterica                         | (Möller) M. Stadler, Læssøe & J. Fourn.                       | 2008           |
| Xylaria mexicana                            | F. San Martín, J.D. Rogers & P. Lavín                         | 1998           |
| Xylaria michoacana                          | F. San Martín, J.D. Rogers & P. Lavín                         | 2001           |
| Xylaria microceras                          | (Mont.) Berk.                                                 | 1851           |
| Xylaria micrura                             | Speg.                                                         | 1898           |
| Xylaria minima                              | Wangsawat, Y.M. Ju, Phosri, Whalley & Suwann.                 | 2021           |
| Xylaria minuta                              | Panwar                                                        | 1974           |
| Xylaria moelleroclavus                      | J.D. Rogers, Y.M. Ju & Hemmes                                 | 1997           |
| Xylaria moliwensis                          | Læssøe                                                        | 2002           |
| Xylaria monstrosa                           | A. Pande, Waing., L. Prasad, Y. Vaidya & Vaidya               | 2001           |
| Xylaria montagnei                           | Hamme & Guerrero                                              | 1997           |
| Xylaria mornandii                           | Bertault                                                      | 1984           |
| Xylaria multipartita                        | J.H. Mill. & L.W. Nielsen                                     | 1957           |
| Xylaria multiplex                           | (Kunze) Fr.                                                   | 1851           |
| Xylaria musooriensis                        | Dargan                                                        | 1982           |
| Xylaria mycelioides                         | Lloyd                                                         | 1924           |
| Xylaria myosurus                            | Mont.                                                         | 1855           |
| Xylaria myrosimila                          | Lloyd                                                         | 1925           |
| Xylaria necrophora                          | Garcia-Aroca, P. Price, T. Allen, Tom.-Pet. & V.P. Doyle      | 2021           |
| Xylaria nelumboniformis                     | Hai X. Ma, Lar.N. Vassiljeva & Yu Li                          | 2017           |
| Xylaria nigromedullosa                      | Trierv.-Per. & A.I. Romero                                    | 2009           |
| Xylaria obovata                             | (Berk.) Berk.                                                 | 1851           |
| Xylaria obtusispora                         | J. Fourn. & Lechat                                            | 2018           |
| Xylaria ochraceostroma                      | Y.M. Ju & H.M. Hsieh                                          | 2008           |
| Xylaria opulenta                            | Bat. & A.F. Vital                                             | 1948           |
| Xylaria oxyacanthae (Meidoornbesgeweizwam)  | Tul. & C. Tul.                                                | 1863           |
| Xylaria pallidocylindracea                  | J. Fourn. & Lechat                                            | 2020           |
| Xylaria palmicola                           | G. Winter                                                     | 1887           |
| Xylaria papillata                           | Syd. & P. Syd.                                                | 1909           |
| Xylaria papillatoides                       | J. Fourn. & Lechat                                            | 2018           |
| Xylaria papulis                             | Lloyd                                                         | 1920           |
| Xylaria papyrifera                          | (Link) Fr.                                                    | 1851           |
| Xylaria parvula                             | J. Fourn. & Lechat                                            | 2018           |
| Xylaria patrisiae                           | Henn.                                                         | 1904           |
| Xylaria paulistana                          | Bat. & A.F. Vital                                             | 1956           |
| Xylaria peltiformis                         | J. Fourn. & Lechat                                            | 2018           |
| Xylaria penicilliopsis                      | (Henn.) Y.M. Ju                                               | 2016           |
| Xylaria perezsilvae                         | F. San Martín & P. Lavín                                      | 1999           |
| Xylaria petchii                             | Lloyd                                                         | 1924           |
| Xylaria phosphorea                          | Berk.                                                         | 1872           |
| Xylaria pisoniae                            | D. Scott, J.D. Rogers & Y.M. Ju                               | 2001           |
| Xylaria placenta                            | (Petch) A. Pande                                              | 2008           |
| Xylaria platypoda                           | (Lév.) Fr.                                                    | 1851           |
| Xylaria plumbea                             | J.D. Rogers & Samuels                                         | 1988           |
| Xylaria polymorpha (Houtknotszwam)          | (Pers.) Grev.                                                 | 1824           |
| Xylaria polyramosa                          | Y.X. Li & H.J. Li                                             | 1994           |
| Xylaria polytricha                          | Colenso                                                       | 1885           |
| Xylaria ponapeana                           | Kobayasi                                                      | 1982           |
| Xylaria potentillae                         | A-S. Xu                                                       | 1999           |
| Xylaria praefecta                           | Lloyd                                                         | 1924           |
| Xylaria primorskensis                       | Y.M. Ju, H.M. Hsieh, Lar.N. Vassiljeva & Akulov               | 2009           |
| Xylaria psamathos                           | Boise                                                         | 1982           |
| Xylaria pseudoapiculata                     | Hamme & Guerrero                                              | 1997           |
| Xylaria psidii                              | J.D. Rogers & Hemmes                                          | 1992           |
| Xylaria pterula                             | Bertault                                                      | 1984           |
| Xylaria punjabensis                         | Dargan & M. Singh                                             | 1982           |
| Xylaria quercinophila                       | F. San Martín, J.D. Rogers & P. Lavín                         | 2001           |
| Xylaria ramosa                              | Lloyd                                                         | 1936           |
| Xylaria ramus                               | Lloyd                                                         | 1924           |
| Xylaria reevesiae                           | Y.M. Ju, J.D. Rogers & H.M. Hsieh                             | 2018           |
| Xylaria regalis                             | Cooke                                                         | 1883           |
| Xylaria reinkingii                          | Lloyd                                                         | 1923           |
| Xylaria reperta                             | Bat. & A.F. Vital                                             | 1956           |
| Xylaria reticulata                          | Lloyd                                                         | 1925           |
| Xylaria rhopaloides                         | Kunze ex Sacc.                                                | 1882           |
| Xylaria rhytidosperma                       | J. Fourn. & Lechat                                            | 2018           |
| Xylaria rimulata                            | Lloyd                                                         | 1925           |
| Xylaria ripicola                            | Chang S. Kim & S.K. Han                                       | 2016           |
| Xylaria rosea                               | Beeli                                                         | 1926           |
| Xylaria rossmaniae                          | Y.M. Ju, J.D. Rogers & H.M. Hsieh                             | 2018           |
| Xylaria ruginosa                            | Mont.                                                         | 1855           |
| Xylaria salonensis                          | Recio                                                         | 1992           |
| Xylaria salzmanniae                         | J.L. Bezerra, L.O. Barbosa & Jad. Pereira                     | 2019           |
| Xylaria sanchezii                           | Lloyd                                                         | 1924           |
| Xylaria scabriclavula                       | F. San Martín & J.D. Rogers                                   | 1989           |
| Xylaria schreuderiana                       | Van der Byl                                                   | 1932           |
| Xylaria schwackei                           | Henn.                                                         | 1895           |
| Xylaria scopiformis                         | Mont. ex Berk. & Broome                                       | 1875           |
| Xylaria scruposa                            | (Fr.) Fr.                                                     | 1851           |
| Xylaria semiglobosa                         | G. Huang & L. Guo                                             | 2015           |
| Xylaria siamensis                           | Wangsawat, Y.M. Ju, Phosri, Whalley & Suwann.                 | 2021           |
| Xylaria sibirica                            | Y.M. Ju, H.M. Hsieh, Lar.N. Vassiljeva & Akulov               | 2009           |
| Xylaria sicula                              | Pass. & Beltrani                                              | 1882           |
| Xylaria sihanonthii                         | Wangsawat, Y.M. Ju, Phosri, Whalley & Suwann.                 | 2021           |
| Xylaria smilacicola                         | Speg.                                                         | 1909           |
| Xylaria sphaerica                           | G. Huang & L. Guo                                             | 2015           |
| Xylaria squamulosa                          | F. San Martín & J.D. Rogers                                   | 1989           |
| Xylaria stilbohypoxyloides                  | Hladki & A.I. Romero                                          | 2010           |
| Xylaria stromafera                          | Lloyd                                                         | 1924           |
| Xylaria subcoccophora                       | F. San Martín & P. Lavín                                      | 2001           |
| Xylaria subescharoidea                      | Y.M. Ju, H.M. Hsieh & J.C. Chou                               | 2020           |
| Xylaria subintraflava                       | Wangsawat, Y.M. Ju, Phosri, Whalley & Suwann.                 | 2021           |
| Xylaria symploci                            | A. Pande, Waing., Punekar & Ranadive                          | 2005           |
| Xylaria tanganyikaensis                     | (Dennis) D. Hawksw.                                           | 1973           |
| Xylaria tectonae                            | A. Pande & Waing.                                             | 2004           |
| Xylaria telfairii                           | (Berk.) Sacc.                                                 | 1882           |
| Xylaria tenuispora                          | (Dennis) D. Hawksw.                                           | 1973           |
| Xylaria terminaliae-bellericae              | A. Pande & Waing.                                             | 2004           |
| Xylaria terminaliae-crenulatae              | A. Pande & Waing.                                             | 2004           |
| Xylaria termiticola                         | (Okane & Nakagiri) Y.M. Ju                                    | 2016           |
| Xylaria terricola                           | Y.M. Ju, H.M. Hsieh & W.N. Chou                               | 2017           |
| Xylaria thailandica                         | Srihanant, Petcharat & Lar.N. Vassiljeva                      | 2015           |
| Xylaria theissenii                          | Lloyd                                                         | 1917           |
| Xylaria thienhirunae                        | Wangsawat, Y.M. Ju, Phosri, Whalley & Suwann.                 | 2021           |
| Xylaria thindii                             | Waraitch                                                      | 1982           |
| Xylaria tischeri                            | Mattir.                                                       | 1932           |
| Xylaria tolosa                              | Rodway                                                        | 1926           |
| Xylaria trichopoda                          | Penz. & Sacc.                                                 | 1902           |
| Xylaria tuberiformis                        | Berk.                                                         | 1855           |
| Xylaria tuberosa                            | Cooke                                                         | 1883           |
| Xylaria tucumanensis                        | Hladki & A.I. Romero                                          | 2010           |
| Xylaria tumulosa                            | F. San Martín, J.D. Rogers & P. Lavín                         | 2001           |
| Xylaria umbonata                            | J.D. Rogers & Y.M. Ju                                         | 2004           |
| Xylaria uniapiculata                        | F. San Martín & J.D. Rogers                                   | 1989           |
| Xylaria vaporaria                           | Berk.                                                         | 1864           |
| Xylaria vasconica                           | J. Fourn. & M. Stadler                                        | 2011           |
| Xylaria vinacea                             | Wangsawat, Y.M. Ju, Phosri, Whalley & Suwann.                 | 2021           |
| Xylaria vinosa                              | J. Fourn., Y.M. Ju & Lechat                                   | 2020           |
| Xylaria violaceorosea                       | J. Fourn., A. Román, Balda & E. Rubio                         | 2014           |
| Xylaria vivantii                            | Y.M. Ju, J.D. Rogers, J. Fourn. & H.M. Hsieh                  | 2018           |
| Xylaria wellingtonensis                     | J.D. Rogers & Samuels                                         | 1987           |
| Xylaria wulaiensis                          | Y.M. Ju & Tzean                                               | 1985           |
| Xylaria zealandica                          | Cooke                                                         | 1879           |